# (35988) 1999 NO9
1999 NO9 (asteroide 35988) é um asteroide da cintura principal. Possui uma excentricidade de 0.04533630 e uma inclinação de 7.67554º.
Este asteroide foi descoberto no dia 13 de julho de 1999 por LINEAR em Socorro.